# بیماری میتوکندریایی
بیماری‌های میتوکندریایی (انگلیسی: Mitochondrial diseases) حاصل اختلالات آنزیم‌ها یا کمپلکس‌های آنزیمی هستند که مستقیماً در ایجاد انرژی شیمیایی توسط فسفوریلاسیون اکسیداتیو شرکت می‌کنند. این موارد شامل کمپلکس پیرووات دهیدروژناز، چرخه اسید تری کربوکسیلیک، زنجیره تنفسی و آنزیم آدنوزین تری فسفات سنتاز می‌باشند. همپوشانی قابل توجهی در بین هر یک از این نقائص با توجه به یافته‌های بالینی، پاتوفیزیولوژی و ژنتیک وجود دارد، زیرا بعضی از پروتئین‌ها در بین چندین کمپلکس آنزیمی مشترک بوده و متابولیتهای تجمع یافته ممکن است بر روی سایر آنزیم‌ها اثر مهاری داشته باشند. توقف زنجیره تنفسی ناشی از کمبود اکسیژن، نقائص ژنتیکی یا مهارکننده‌ها باعث افزایش در نسبت نیکوتین آمید آدنین دی نوکلئوتید احیاء شده به اکسید شده می‌گردد که به نوبه خود آنزیم پیرووات دهیدروژناز و سایر آنزیم‌های متابولیسم واسطه‌ای از جمله چرخه اسید تری کربوکسیلیک را مهار می‌کند. نقایصی که مانع رسیدن آدنوزین تری فسفات به سلول می‌شوند بسیاری از عملکردها به ویژه در اعضایی که نیاز به انرژی بالا دارند از قبیل مغز، عضله اسکلتی، قلب، کلیه یا ریه‌ها را مختل می‌کنند. بیماران مبتلا معمولاً ترکیب معتنابهی از علائم عصبی عضلانی یا سایر علائم گرفتاری سیستم‌های مختلف و مستقل عضوی را نشان می‌دهند که در پاره‌ای از اوقات توسط تظاهر اختصاصی بافتی یک نقص ژنتیکی ویژه قابل توضیح می‌باشد. سیر طبیعی بیماری متغیر است، اما در اغلب موارد سریعاً پیشرونده می‌باشد. همپوشانی علائم با ارگانیک اسیدوری مغزی نیز وجود دارد. نقائص زنجیره تنفسی در همه سنین می‌توانند تظاهر کنند. برای مثال ممکن است تکامل داخل رحمی جنین به‌شدت متأثر شده و منجر به بروز دیستروفی شدید و ناهنجاری‌های متفاوت از جمله ناهنجاری مغزی در زمان تولد شود. بچه‌های کوچک مبتلا در اغلب موارد از بیماری مغزی عضلانی رنج می‌برند، در صورتی‌که در دوره بزرگسالی، بیماری‌های عضلانی غلبه دارند. با وجود اینکه سندرم‌های ویژه‌ای با یافته‌های بالینی مشخص تعیین شده‌اند، اما این سندروم‌ها به‌طور مطلق قابل تفکیک نیستند، زیرا الگوی گرفتاری اعضاء مبتلا ممکن است تغییر کند و اساس مولکولی این بیماری‌ها ناهمگن و واجد همپوشانی است. اگر چه در اغلب موارد علائم این بیماری‌ها پیشرونده می‌باشند، این امکان نیز وجود دارد که علائم برای دوره‌های زمانی طولانی نسبتاً ثابت باقی بمانند.

## ژنتیک
توارث ژنتیکی ممکن است اتوزوم غالب، اتوزوم مغلوب، وابسته به X یا وراثت مادری با تظاهر یا نفوذ متغیر باشد. در کودکان نقائص زنجیره تنفسی بیشتر ناشی از بروز جهشهایی در ژن‌های هسته‌ای زیرواحدها یا عوامل تجمعAssembly توصیف شده برای همه کمپلکس‌ها هستند و معمولاً در عرض ۵ سال اول زندگی تظاهر می‌کنند. نقائص اسید دزاکسی ریبونوکلئیک میتوکندریایی که با توزیع متغیری از مادر به کودک به ارث می‌رسند، در اغلب اوقات با سندرم‌های بالینی اختصاصی همراه بوده و معمولاً در سنین دیرتری بروز می‌کنند. میزان بروز موارد اخیر در کودکان ۵ تا ۱۰ درصد کل نقائص میتوکندریایی می‌باشد.

## علائم بالینی
ارزیابی بالینی فرد مشکوک به نقص میتوکندریایی بایستی شامل موارد زیر باشد:
- ارزیابی کامل عملکرد عضله از جمله اندازه‌گیری کراتین کیناز، احتمالاً انجام سونوگرافی عضله و الکترومیوگرافی.
- معاینه عصبی کامل از جمله انجام الکتروانسفالوگرافی.
- ارزیابی دقیق عملکرد سایر سیستم‌های عضوی.

بیماری سیستم عصبی مرکزی یا بیماری هم‌زمان در چند سیستم بایستی مشخص شده و به صورت زیر دسته‌بندی شود:
- - بیماری عضله که شامل همه یا هر یک از موارد زیر می‌شود:
    - فلج پیشرونده عضلات خارج چشمی.
    - افتادگی پلک، ضعف عضلانی صورت.
    - عدم تحمل ورزش (از جمله خستگی غیرطبیعی، دردهای عضلانی و بروز کرامپ به‌دنبال بازی و غیره).
    - حملات رابدومیولیز حاد (بروز درد حاد عضلانی، ضعف، افزایش شدید کراتین کیناز سرم و افزایش شدید میوگلوبین ادرار).
    - الکترومیوگرافی غیرطبیعی (تغییرات خفیف ناشی از آسیب عضله).

  - بیماری سیستم عصبی مرکزی:
    - عدم یا تأخیر تکامل روانی حرکتی یا وجود عقب ماندگی ذهنی (ضریب هوشی کمتر از ۷۰).
    - از دست دادن مهارت‌های کسب شده.
    - حملات مشابه سکته مغزی (فلج یکطرفه اندامها، همی آنوپی گذرا و غیره).
    - وجود میگرن.
    - تشنج یا الکتروانسفالوگرافی غیرطبیعی.
    - بروز میوکلونوس یا اپی لپسی میوکلونیک.
    - نابینایی قشری مغزی.
    - علائم گرفتاری سیستم پیرامیدال (از جمله افزایش تونوس عضله، وجود اپی ستوتونوس و غیره).
    - علائم اکستراپیرامیدال (از جمله آتتوز، دیستونی و غیره).
    - علائم گرفتاری ساقه مغز (از جمله اختلالات سیستم عصبی خودکار، اشکال در بلع، وجود نیستاگموس، استرابیسم و غیره).
    - علائم گرفتاری مخچه (از جمله عدم تعادل، ترمور بافعالیت، دیس دیادوکوکینزی و غیره).

  - بیماری‌های هم‌زمان در چند سیستم عضوی (بررسی‌های لازم در داخل پرانتز نوشته شده‌است).
    - خون (شمارش سلول‌های خون، رتیکولوسیت‌ها): شامل کم خونی سیدروبلاستیک و کاهش همه رده‌های سلول‌های خونی.
    - سیستم معدی – روده‌ای (بررسی آنزیم‌های کبدی، آمیلاز، لیپاز، بیلی روبین و وضعیت انعقاد): شامل اختلال عملکرد حاد یا مزمن کبد، نارسایی رشد جسمانی، اختلال عملکرد بخش برون ریز لوزالمعده (دفع چربی بیش از ۷٪)، انسداد کاذب روده و اسهال مزمن بدون توضیح (بیش از ۳ هفته).
    - سیستم غده درون‌ریز: شامل کوتاهی قد، تأخیر بلوغ، دیابت قندی، کم‌کاری پاراتیروئید و دیابت بی‌مزه مرکزی.
    - قلب (الکترو کاردیو گرافی، اکوکاردیوگرافی): شامل آسیب عضله قلبی (در غیاب ناهنجاری‌های مادرزادی قلب یا پرفشاری خون) و بلوک هدایت قلبی.
    - کلیه (اوره، کراتینین، بررسی عملکرد کلیه‌ها): شامل اختلال عملکرد لوله‌های پروگزیمال (سندرم فانکونی)، گلومرولواسکلروز فوکال سگمنتال.
    - چشم‌ها (معاینه کامل چشم پزشکی، الکترورتینوگرافی): شامل آب مروارید، گرفتاری شبکیه، آتروفی عصب بینایی).
    - سیستم شنوایی (آزمون‌های مناسب): شامل از دست دادن شنوایی حسی عصبی.
    - اعصاب محیطی (معاینه بالینی و در صورت شک بالینی، فیزیولوژی عصبی بررسی شود): شامل علائم گرفتاری اعصاب محیطی.
    - به‌طور کلی: تشدید علائم فوق علی‌رغم وجود بیماری خفیف، سابقه فامیلی مرگ ناگهانی و بدون توضیح در دوره نوزادی یا شیرخوارگی، وجود اشکالات تغذیه‌ای و خوب نبودن حال عمومی فرد.

در بیماران زیر، نقائص میتوکندریایی قویا بایستی مطرح گردد:
- وجود بیماری عضلانی به همراه ابتلای دو سیستم دیگر همانگونه که در بالا توصیف شد (یکی از ایندو سیستم ممکن است سیستم عصبی مرکزی باشد).
- بیماری سیستم عصبی مرکزی و گرفتاری دو سیستم دیگر (یکی از این دو سیستم ممکن است سیستم عضلانی باشد).
- بیماری چند سیستم عضوی (حداقل سه سیستم) و گرفتاری عضله یا سیستم عصبی مرکزی.

## بررسیهای آزمایشگاهی متابولیک
- افزایش لاکتات یافته آزمایشگاهی اصلی در بیماری میتوکندریایی است و این ترکیب بایستی از طریق اندازه‌گیری‌های مکرر در خون، ادرار و مایع مغزی نخاعی بررسی گردد. توجه به این نکته حائز اهمیت می‌باشد که مقادیر دائماً طبیعی لاکتات، نقص میتوکندریایی را رد نمی‌کند. گاهی ممکن است افزایش خفیف آلانین یافته تشخیصی بیوشیمیایی باشد، اما معمولاً اندازه‌گیری پیرووات در رسیدن به تشخیص کمک‌کننده نیست.
- اسید لاکتیک خون، بایستی چند بار در طول روز، پس از دوره‌های ناشتایی (مثلاً به‌دنبال ناشتایی شبانه)، قبل و پس از غذا اندازه‌گیری شود.
- اندازه‌گیری لاکتات مایع مغزی نخاعی به ویژه در مورد گرفتاری سیستم عصبی مرکزی لازم است.
- اسیدهای آلی ادرار در طول روز بایستی ارزیابی شوند (نظیر لاکتات، کتون‌ها و سایر متابولیتها).
- اسیدهای آمینه پلاسما و مایع مغزی نخاعی بایستی بررسی شود (افزایش در آلانین و تراونین دیده می‌شود).
- انجام آزمون چالش گلوکز را مد نظر داشته باشید (فقط زمانی که لاکتات به‌طور مستمر طبیعی است).
- ارزیابی پروتئین مایع مغزی نخاعی (مثلاً پروتئین مایع مغزی نخاعی در سندرم کرنس-سایره Kearns- Sayre syndrome ممکن است بالا باشد).

## بررسیهای تصویری سیستم عصبی
در موارد زیر تصویر برداری با رزونانس مغناطیسی را انجام دهید و انجام اسپکتروسکوپی مغز با رزونانس مغناطیسی را مد نظر قرار دهید. در صورتی که به وجود کلسیفیکاسیون‌های داخل جمجمه مشکوک باشید، ممکن است سی تی اسکن جمجمه لازم باشد.
- در سندرم لای که ضایعات متراکم در هسته پوتامن، هسته گلوبوس پالیدوس و هسته کودیت یا ساقه مغز وجود دارد انجام تصویر برداری با رزونانس مغناطیسی (MRI) لازم می‌باشد.
- تصویربالینی مشابه سکته مغزی (که محدود به نواحی عروقی نمی‌باشد).
- لکودیستروفی.
- کوچک شدن مغز یا مخچه.
- افزایش واضحاً قابل تشخیص لاکتات در اسپکتروسکوپی مغز با رزونانس مغناطیسی-H
- اسپکتروسکوپی با رزونانس مغناطیسی-31P غیرطبیعی عضله (افزایش فسفات غیر آلی، افزایش نسبت فسفوکراتین به فسفر غیر آلی).

## بیوپسی عضله توسط جراحی
این روش مهم‌ترین بررسی تشخیصی در نقائص میتوکندریایی می‌باشد. این اقدام فقط بایستی در مراکز میتوکندریایی مجهز انجام گردد تا از اخذ نتایج نامناسب اجتناب گردد. لازم است برخی از بررسی‌ها در بافت عضله‌ای که یخ زده نیست صورت گیرد.
- نمونه بیوپسی را جهت مشاهده با میکروسکوپ الکترونی ثابت نمائید (برای بررسی تعداد و شکل ظاهری میتوکندریها).
- نمونه را در نیتروژن مایع فریز کرده و در ۷۰ - درجه سانتیگراد جهت بررسی هیستوشیمی آنزیمی (مانند سیتوکروم اکسیداز، آدنوزین تری فسفاتاز و سوکسینات دهیدروژناز)، ایمونو هیستوشیمی (مانند بررسی آنتی‌بادی‌ها علیه پلی پپتیدهای زنجیره تنفسی)، بررسی‌های آنزیمی و ژنتیک مولکولی نگهداری کنید.
- جهت بررسی‌های نمونه بافتی تازه، فوراً میتوکندری‌های آن را جدا نمائید (مانند اندازه‌گیری اکسیداسیون سوبستراهای نشاندار شده با کربن ۱۴ یا اندازه‌گیری پولاروگرافیک جذب اکسیژن). فقط این‌گونه بررسی‌ها امکان شناخت نقائص انتقال را فراهم می‌سازد.
- جهت بررسی با میکروسکوپ نوری، نمونه را ثابت کنید.

اشکالات واضح در بررسی‌های آسیب‌شناسی بافتی:
- فیبرهای قرمز یا آبی راه راهRagged red or ragged blue که در کودکی شایع نیستند.
- فیبرهای کاکس Cox منفی یا دچار کاهش رنگ شدید در رنگ آمیزی کلی با کاکس (مراقب اشکالات تکنیکی باشید).
- رنگ آمیزی غیرطبیعی برای سوکسینات دهیدروژناز (کاهش یافته یا تکه تک، یا عروق خونی که با سوکسینات دهیدروژناز شدیداً واکنش نشان می‌دهند.
- ظاهر غیرطبیعی میتوکندری در مشاهده با میکروسکوپ الکترونی.

نکته: در بیماران دچار علائم بالینی یادشده و حداقل یکی از موارد زیر، وجود یک نقص میتوکندریایی مطرح می‌باشد:
- وجود اشکالات متابولیک مشخص.
- تغییرات واضح در شکل ظاهری عضله.
- اختلالات تصویری بارز در سیستم عصبی.

## بررسی‌های اضافی
در موارد مشکوک به یک تشخیص خاص ممکن است محتاج انجام بررسی‌های اضافی زیر باشید:
- بررسی‌های مولکولی: بروز اسیدمی لاکتیک با منشأ میتوکندریایی در اوایل کودکی معمولاً توسط جهشهایی در ژن‌های هسته‌ای ایجاد شده و در این موارد ممکن است نیازی به ارزیابی اسید دزاکسی ریبونوکلئیک میتوکندری نباشد. بررسی جهش ژن‌های هسته‌ای نیز فقط پس از مشخص شدن نقص بیوشیمیایی مربوطه لازم می‌باشد. بررسی اسید دزاکسی ریبونوکلئیک میتوکندری به‌خصوص در بیمارانی که یافته‌های بالینی سازگار با یک سندرم ویژه دارند (مانند کاهش میزان اسید دزاکسی ریبونوکلئیک میتوکندری، سندرم پیرسون، سندرم NARP, سندرم MELAS و سندرم MERRF) مفید می‌باشد. در اغلب موارد جهش‌های اسید دزاکسی ریبونوکلئیک میتوکندری فقط در نسبتی از میتوکندری‌ها وجود دارد (وضعیت هتروپلاسمی) و متأسفانه در همه موارد، جهش‌های مولد بیماری در اسید دزاکسی ریبونوکلئیک میتوکندری در خون قابل کشف نبوده (بجز در مورد سندرم LHON) و ممکن است تنها محدود به بافت عضله باشند.
- سایر بررسی‌ها:
  - در سندرم بارت: ارزیابی تترا لینولئیل کاردیولیپین در پلاکتها را در نظر داشته باشید.
  - در سندرم MNGIE: لازم است میزان تیمیدین ادرار و پلاسما و فعالیت تیمیدین فسفوریلاز در گلبول‌های سفید بررسی گردد.

## درمان
روش‌های درمان در نقائص اولیه میتوکندریایی محدود بوده و تأثیر آن‌ها مشکوک می‌باشد. در صورتی که وضعیت بالینی با رژیم‌های گوناگون در عرض ۶ ماه پیشرفت نکند، قطع آن‌ها و پیگیری بالینی منطقی است.
معیارهای کلی:
- از مصرف کافی انرژی، مایعات و الکترولیتها توسط بیمار مطمئن شوید.
- مصرف گلوکز را در بیمار محدود کرده و به هنگامی که نقائص اکسیداسیون اسیدهای چرب رد شد، روزانه یک تا دو گرم چربی به ازای هر کیلوگرم وزن بیمار به رژیم غذایی او بیفزایید.
- از بروز شرایط هیپرمتابولیسم در بیمار پیشگیری نموده و در صورت بروز، آن‌ها را درمان نمائید. برای مثال تب، تشنج و اپی لپسی را درمان نموده و از تجویز والپروات اجتناب کنید.
- روزانه۵۰ تا ۱۰۰ گرم ال کارنیتین به ازای هر کیلوگرم وزن بیمار تجویز نمائید و پس از رد کردن نقائص اکسیداسیون اسیدهای چرب وضعیت کارنیتین بیمار را بررسی کنید.
- از تجویز داروهایی که ممکن است زنجیره تنفسی را مهار کند (از جمله والپروات، تتراسیکلینها و کلرامفنیکل) خودداری نمائید.
- در درمان اسیدوز از بی کربنات سدیم استفاده کنید. اگر سدیم بیمار بالاست، از بافر تریمتامین یا دیالیز استفاده کرده و توجه داشته باشید که تجویز دی کلرو استات ممکن است با توقف غیرفعال شدن پیرووات دهیدروژناز سطح لاکتات را پائین بیاورد، اما هنوز ارزش بالینی آن مشکوک بوده و عوارض جانبی جدی دارد. ویتامین‌ها و کوفاکتورها را برای حمایت از عملکرد میتوکندریایی تجویز کنید.

ایدبنونIdebenone یا کوآنزیم کیو روزانه به میزان ۵ تا ۱۰ میلی‌گرم به ازای هر کیلوگرم وزن بدن بیمار.
- بیوتین ۲۰ میلیگرم روزانه.
- کراتین ۱۰۰ تا ۲۰۰ میلیگرم روزانه در آسیب عضلانی منفرد میتوکندریایی.
- نکته: شواهد کافی در مورد مفید بودن تجویز سایر ویتامین‌ها یا کوفاکتورها در دست

نمی‌باشد.